# 1518
1518 (MDXVIII) a fost un an comun al calendarului iulian, care a început într-o zi de vineri.

## Nașteri
- 29 septembrie: Tintoretto (n. Jacopo Comin), pictor italian (d. 1594)

## Decese
- dată necunoscută: Kabir  (n. 1440)
- 24 noiembrie: Vannozza dei Cattanei  (n. 1442)
- dată necunoscută: Francisco Hernández de Córdoba (descoperitorul Yucatánului)  (n. 1475)